# Cleonymia sardoa
Cleonymia sardoa là một loài bướm đêm trong họ Noctuidae.